# Petrovo polje (Bosna)
Petrovo polje je podvlašićki plato na nadmorskoj visini od oko 1140 – 1220 m. Na njemu se nalazi dugačko istoimeno selo (Petrovo Polje) s nekoliko zaselaka, među kojima su registrirani Đurevina,  Nikodinovići (istok) i Petrovo Polje (u užem smislu), nekada središte mjesne zajednice. Proteže se od Đurevine (kota 1243 m), kod Male Ilomske  (istok)  do neposredne blizine raskrižja asfaltiranih lokalnih cesta koje od ovog sela vode ka Skender Vakufu, Turbeu i Imljanima (zapad). Na sjeveru je omeđeno crtom početka strme padine prema dolini Vrbanje,  na liniji kotâ 1220 − 1140, a a na jugu dolinom Ilomske. Ravne nadbojine je istureni dio platoa prema Ilomskoj, kod Nikodinovića.
Na samoj visoravni postoji desetak stalnih izvora pitke vode, među kojima su najpoznatiji Kaursko vrelo, Meštema i Bijeljino vrelo. Na Petrovu polju je dio razvođa između slivova Vrbanje i Ugra. U Vrbanju se ulijevaju Čudnić, Kovačevića potok i Ćorkovac, a u Ilomsku (sliv Ugra) − Mala Ilomska i Devetero vrela.
Petrovo polje ima značajne turističke potencijale. Obično se preporučiju sljedeći njegovi i okolni lokaliteti: Andrijevića potok, Američka strana, Arapov brijeg, Babanovac, Bare, Bijeljino vrelo, Biser glavica, Ilomska i njeni vodopadi, Kaursko vrelo, Manatovac,  poljana Ravni Omar i Ribarska kuća – ugostiteljski objekt na Ugru, ispod Vitovlja.